# Droga wojewódzka nr 419
Droga wojewódzka nr 419 (DW419) – droga wojewódzka o długości 16 km, leżąca na obszarze województwa opolskiego. Trasa ta łączy Nową Cerekwię z  granicą państwa. Droga leży na terenie  powiatu głubczyckiego.

## Miejscowości leżące przy trasie DW419
- Nowa Cerekwia (DW416)
- Gniewkowice
- Nasiedle
- Niekazanice
- Branice
- granica państwa